# هانس تسیشلر
هانس تسیشلر (انگلیسی: Hanns Zischler؛ زادهٔ ۱۸ ژوئن ۱۹۴۷) یک هنرپیشه اهل آلمان است.
از فیلم‌ها یا برنامه‌های تلویزیونی که وی در آن نقش داشته است، می‌توان به مونیخ، اروپا اروپا، دیوید، خیلی دور، خیلی نزدیک، آمین.، سلاطین جاده، دکتر ام، باغ سیمانی، ابرهای سیل ماریا، راه صلیب، شعله و لیمو، جانبداری، فرانچسکو، نمک روی پوست ما و یک بیمار برجسته اشاره کرد.